# Contea di Lake (Montana)
La contea di Lake (in inglese Lake County) è una contea del Montana. Il suo capoluogo amministrativo è Polson. Più di due terzi della contea si sviluppa nel territorio della riserva indiana di Flathead.

## Geografia fisica
La contea ha un'area di 4.283 km² di cui il 9.67% è coperto d'acqua. Ospita il lago Flathead e confina con le seguenti contee:
- contea di Flathead - nord-est
- contea di Missoula - su-est
- contea di Sanders - ovest

## Storia
La contea di Lake venne creata nel 1923 dalle contee di Missoula e di Flathead. Si tratta della seconda contea più giovane del Montana.

### Evoluzione demografica

Situazione demografica

## Città principali

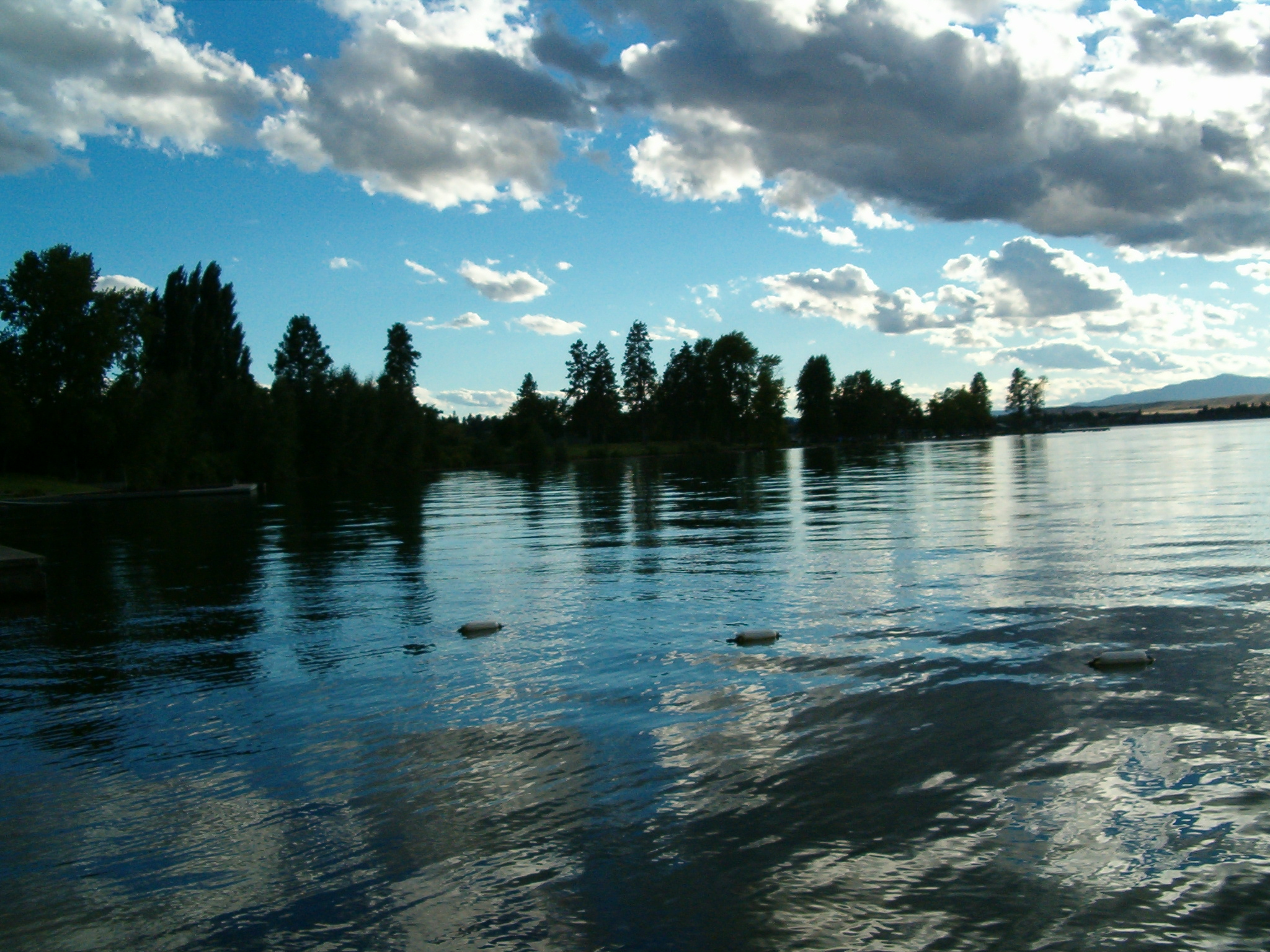
Nuvole sopra il lago Flathead a Polson

- Arlee
- Big Arm
- Charlo
- Dayton
- Elmo
- Finley Point
- Jette
- Kerr
- Kicking Horse
- Kings Point
- Pablo
- Polson
- Ravalli
- Rocky Point
- Rollins
- Ronan
- St. Ignatius
- Turtle Lake
- Woods Bay

## Strade principali
- U.S. Route 93
- Montana Highway 35

## Musei
- Flathead Indian Museum, su travel.state.mt.us (archiviato dall'url originale il 21 settembre 2001).
- Miracle of America Museum, su miracleofamericamuseum.org. URL consultato il 15 aprile 2007 (archiviato dall'url originale il 17 luglio 2007).
- Ninepipes Museum of Early Montana, su ninepipes.com.
- Polson-Flathead Historical Museum, su travel.state.mt.us (archiviato dall'url originale il 30 gennaio 2004).